# لکهرا
لکهرا (به انگلیسی: Lakhra) یک شهرک در پاکستان است که در ناحیه لسبیله واقع شده‌است.